# Hubert Pfoch
Hubert Pfoch (* 25. Juni 1920 in Wien; † 10. Juli 2008 ebenda) war ein Wiener Kommunalpolitiker (SPÖ), Vizebürgermeister der Stadt Wien (1973–1978) und Präsident des Dokumentationsarchivs des österreichischen Widerstands (DÖW).

## Leben
Hubert Pfoch wurde am 25. Juni 1920 in Wien-Ottakring geboren. Er wuchs in einfachen Verhältnissen, in einer sechsköpfigen Familie in einer Zimmer-Küche-Wohnung auf. In Ottakring erlernte Pfoch den Tischlerberuf. Sein politisches Engagement startete Pfoch bei den „Roten Falken“ und führte es nach 1934 in illegalen sozialdemokratischen Jugendzirkeln fort. Im Sommer 1938 fuhr Pfoch mit zwei Freunden mit dem Fahrrad über München nach Dachau, um sich der dortigen Missstände zu vergewissern. Nach seiner Rückkehr erhielt er Drohungen von Bekannten, „mit einer solchen grauenhaften Propaganda aufzuhören“, da er von leeren Auslagen in deutschen Fleischhauereien und Misshandlungen im KZ-Dachau berichtete. Nach dem Arbeitsdienst wurde Pfoch 1940 als Pionier zur Wehrmacht eingezogen. Im Sommer 1942 fotografierte Pfoch heimlich den Transport von Warschauer Juden in das Vernichtungslager Treblinka in Polen. Die Fotos und Pfochs Tagebuchaufzeichnungen fanden später als Beweismittel beim Düsseldorfer Prozess gegen den NS-Verbrecher Franz Stangl Verwendung. 1945 desertierte Hubert Pfoch aus der Wehrmacht und kehrte nach Wien zurück.

## Politischer Werdegang
Nach seiner Rückkehr nach Wien war Hubert Pfoch am Aufbau der sozialdemokratischen Bezirksorganisation Ottakring und der Sozialistischen Jugend maßgeblich beteiligt, deren erster Obmann er wurde. Beruflich trat er als Bibliothekar in den Dienst der Gemeinde Wien. 1949 wurde Pfoch in den Wiener Gemeinderat gewählt, 1962 zum Obmann der SPÖ-Bezirksorganisation Ottakring (bis 1987). Am 19. Dezember 1964 erfolgte seine Wahl zum amtsführenden Stadtrat für öffentliche Einrichtungen in Wien. Von 1969 bis 1973 war er Wiener Stadtrat für Hochbau, 1973 bis 1979 Stadtrat für Wohnen und Liegenschaftswesen. In seiner Amtszeit gab es wesentliche Fortschritte in Wohnbau, Spitalsbau und Infrastruktur. In der Zeit von 1973 bis 1978 war Pfoch außerdem Vizebürgermeister. Im Jahr 1979 erfolgte seine Wahl zum Ersten Präsidenten des Wiener Landtags. Dieses Amt hatte er bis 1984 inne.
Nach dem Ende seiner politischen Karriere wurde Pfoch 1984 zum Präsidenten des Dokumentationsarchivs des österreichischen Widerstands (DÖW) gewählt. Bis zu seinem Tod am 10. Juli 2008 war Hubert Pfoch Ehrenvorsitzender der SPÖ-Bezirksorganisation Ottakring und Ehrenpräsident des Dokumentationsarchivs des österreichischen Widerstands. Er wurde am Ottakringer Friedhof bestattet.

## Auszeichnungen
- Großes Goldenes Ehrenzeichen für Verdienste um die Republik Österreich
- Großes Goldenes Ehrenzeichen mit dem Stern für Verdienste um die Republik Österreich[5] (2003)
- Großes Goldenes Ehrenzeichen für Verdienste um das Land Wien
- Bürger der Stadt Wien (1986)